# Добрич (Широки Бријег)
Добрич је насељено мјесто у Босни и Херцеговини у општини Широки Бријег које административно припада Федерацији Босне и Херцеговине. Према попису становништва из 1991. у насељу је живјело 667 становника.

## Храм
У насељену Добрич, налази се једини објекат српске православне цркве, на територији града Широки Бријег. Храм Свете мученице Недјеље на мјесном гробљу у Добричу, који је похаран и опустошен у посљедњем рату на овим просторима, током децембра 2015. године у потпуности је обновљен.

## Становништво
Прије рата на подручју Добрича је живјело (у засеоку Подулица) 30 породица српске националности. У овом насељу је прије рата живјело највише становника српске националности на простору општине Широки Бријег. Вратило се 15 породица са 40 чланова. На подручју живи још 6 породица које се нису расељавале. Обновљено је 7 кућа а необновљене су још 3. Остале куће нису биле са већим степеном оштећења и власници су их сами обнављали.
| Националност       | 1991. | 1981. | 1971. | 1961. |
| Хрвати             | 550   |       |       |       |
| Срби               | 113   |       |       |       |
| Југословени        | 1     |       |       |       |
| остали и непознато | 3     |       |       |       |
| Укупно             | 667   | '     | '     | '     |

| Демографија | Демографија | Демографија |
| Година      | Становника  | Становника  |
| ----------- | ----------- | ----------- |
| 1991.       | 667         |             |